# Les Trois Corsaires
Pour plus de détails, voir Fiche technique et Distribution.
Les Trois Corsaires (I tre corsari) est un film italien réalisé par Mario Soldati, sorti en 1952. 

## Synopsis
Le château des comtes de Vintimille est conquis par l'Espagnol Van Gould qui tue le comte et envoie ses trois fils en exil aux Antilles. Le navire est attaqué par des pirates et les trois frères sont libérés. Ils décident de rejoindre les pirates pour se venger de Van Gould qui s'est également installé aux Antilles sous les ordres du vice-roi de la Nouvelle-Espagne.

## Fiche technique
- Titre : Les Trois Corsaires
- Titre original : I tre corsari
- Réalisation : Mario Soldati
- Scénario : Franco Brusati, Ennio De Concini, Agenore Incrocci, Furio Scarpelli d'après le roman Il corsaro verde d'Emilio Salgari
- Directeur artistique : Flavio Mogherini
- Décorateur de plateau : Piero Gherardi
- Production : Dino De Laurentiis et Carlo Ponti
- Musique : Nino Rota
- Pays de production :  Italie
- Format : Noir et Blanc
- Genre : Aventure
- Durée : 82 min
- Dates de sortie : 1952

## Distribution
- Ettore Manni : Le corsaire noir - Enrico di Ventimiglia
- Renato Salvatori : Le corsaire rouge - Rolando di Ventimiglia
- Cesare Danova : Le corsaire vert - Carlo di Ventimiglia
- Marc Lawrence : Van Gould
- Barbara Florian : Isabella